# 53

53(오십삼)은 52보다 크고 54보다 작은 자연수다.

## 수학
- 16번째 소수(素數)다. 앞의 소수는 47, 다음 소수는 59다.
  - 8번째 소피 제르맹 소수로, {\displaystyle 53\times 2+1}의 값인 107도 소수다. 앞의 소피 제르맹 소수는 41, 다음은 83이다.
- 피타고라스 삼조의 빗변의 길이이다. ({\displaystyle 28^{2}+45^{2}=53^{2}})[a]
- {\displaystyle 53=5+7+11+13+17}
  - 연속하는 소수(素數) 5개의 합으로 나타낼 수 있으며, 이 성질을 지닌 앞의 수는 39, 다음 수는 67이다.
- {\displaystyle 53=2^{2}+7^{2}}
  - 두 개의 제곱수의 합이다.

## 과학
- 아이오딘(I)의 원자번호.
- NGC 53: 큰부리새자리 방향에 있는 막대나선은하.

## 교통
- 고속도로 및 국도
  - 유럽 고속도로 53호선: 체코 플젠에서 독일 뮌헨까지 이어지는 유럽 고속도로.
  - 일본 53번 국도: 오카야마현 오카야마시 기타구에서 돗토리현 돗토리시까지 이어지는 일본의 국도.
  - 미국 53번 국도: 위스콘신주 라크로스에서 미네소타주 인터내셔널폴스까지 이어지는 미국의 국도.
- 기타 도로
  - 현도 제53호선

## 군사
- U-53: 독일의 군용 잠수함. 제1차 세계 대전에 사용된 1916년제 모델(영어판)과 제2차 세계 대전에 사용된 1939년제 모델(영어판)이 있다.

## 문화유산
- 대한민국의 국보 제53호: 구례 연곡사 동 승탑
- 대한민국의 보물 제53호: 예천 개심사지 오층석탑
- 대한민국의 사적 제53호: 웅천안골리성 (해제)[b]

## 방송
- 스카이라이프의 코미디TV 채널 번호.
- 지니 TV의 IB 스포츠 채널 번호.
- B tv의 KBS 조이 채널 번호.
- U+ TV의 캐치온2 채널 번호.
- LG헬로비전의 스크린 채널 번호.
- B tv 케이블의 스마일TV 플러스 채널 번호.
- KT HCN의 엑스원 채널 번호.

## 기타
- 날짜: 5월 3일
- 연도: 53년, 기원전 53년
- 1년은 52주 혹은 53주로 이루어져 있다.
- 플레잉 카드 한 벌에 조커 한 장을 집어넣을 경우 총 53장이 된다.